# Czełutaj (Kraj Zabajkalski)
Czełutaj (ros. Челутай) – wieś w Rosji, w Kraju Zabajkalskim, w Agińskim Okręgu Buriackim, w rejonie agińskim. W 2021 liczyła 565 mieszkańców.